# Róbert Isaszegi
Róbert Isaszegi   (Sárospatak, 2 de maig de 1965) és un boxejador hongarès, ja retirat, guanyador d'una medalla olímpica.
El 1988 va prendre part en els Jocs Olímpics d'Estiu de Seül, on guanyà la medalla de bronze en la categoria del pes minimosca del programa de boxa.
En el seu palmarès també destaquen dues medalles, una de plata i una de bronze, al Campionat d'Europa de boxa amateur. Posteriorment va tenir una discreta carrera professional.